# 前539年
| 千纪： | 前1千纪 |
| 世纪： | 前7世纪 \| 前6世纪 \| 前5世纪 |
| 年代： | 前560年代 \| 前550年代 \| 前540年代 \| 前530年代 \| 前520年代 \| 前510年代 \| 前500年代 |
| 年份： | 前544年 \| 前543年 \| 前542年 \| 前541年 \| 前540年 \| 前539年 \| 前538年 \| 前537年 \| 前536年 \| 前535年 \| 前534年                                                                      |
| 纪年： | 周景王六年 魯昭公三年 齐景公九年 晋平公十九年 秦景公三十八年 宋平公三十七年 楚灵王二年 卫襄公五年 陈哀公三十年 蔡灵侯四年 曹武公十六年 郑简公二十七年 燕惠公六年 吴王馀眛五年 杞文公十一年 |

## 大事記
- 波斯君主居魯士二世征服巴比倫城，新巴比倫王國滅亡。随即遣返犹太人返回以色列。
- 波斯君主居魯士二世征服腓尼基。
- 周景王與鄭伯於雲夢澤進行開墾田地的工事。

## 逝世
- 那波尼德，新巴比倫王國的末代君主。